# بئر السادة (حورة)
'

تعديل مصدري - تعديل

بئر السادة هي إحدى قرى عزلة حوره بمديرية حورة التابعة لمحافظة حضرموت، بلغ تعداد سكانها 11 نسمة حسب تعداد اليمن لعام 2004.